# Памятник погибшим воинам-афганцам (Киевский район Донецка)

Памятник погибшим воинам-афганцам и монумент «Освободителям Донбасса». Фото 2005 года

Памятник погибшим воинам-афганцам (памятник воинам-интернационалистам) — скульптурная композиция в честь погибших воинов-афганцев Донецкой области.
На территории Донецкой области похоронено 302 человека, убитых на афганской войне (1979—1989) и более 300 человек вернулись инвалидами с этой войны.

## Описание
Памятник был открыт 7 мая 1996 года в парке имени Ленинского комсомола. Авторы памятника — скульптор Порожнюк А.Н. и архитектор Темкин Е.М.
Памятник находится рядом с монументом «Освободителям Донбасса» что символизирует связь поколений воинов Великой Отечественной войны и афганской войне (1979—1989).
Памятник представляет собой скульптуру бойца на глыбе камня, которая символизирует скалы Афганистана. Вокруг глыбы расположено 36 мемориальных досок с 254 фамилиями погибших и выделена зона тишины, которая образована парком.
По словам скульптора памятника Александра Порожнюка, им был создан более удачный проект, чем установленный. По проекту памятник должен был выглядеть как большая скала, в которую входит строй солдат — один уже почти зашёл и из камня виден лишь затылок, второй зашёл лишь немного. Скала символизировала непробиваемость и невозможность завоевать Афганистан и солдаты уходили в неё как в то, что ничего не даёт. Но этот проект не был реализован.
В 2009 году, в связи со строительством стадиона «Донбасс-Арена» памятник должны перенести на новое место. Его должны установить у монумента «Освободителям Донбасса» так, чтобы оба памятника составили единый ансамбль.